# Micheline Dumont
Micheline Dumont (1935) es una historiadora, conferencista, y profesora francófona de Quebec (Canadá). Es particularmente conocida como coautora (y junto a Marie Lavigne, Jennifer Stoddart, y Michèle Stanton), del libro 'Histoire des femmes au Québec depuis quatre siècles'.
Nació en Verdun, y estudió en el instituto Sœurs de Sainte-Anne en el distrito de Lachine, en Quebec. Se diplomó en letras en la Universidad de Montreal y obtuvo su maestría en historia en la Universidad Laval. Después de enseñar en varios colegios de Montreal, en 1970 ocupó un cargo de profesora en el Departamento de Historia de la Universidad de Sherbrooke.
Como investigadora de la Commission Bird sobre la situación de la mujer en Canadá (1968), publicó varias obras y artículos históricos sobre la evolución de la condición femenina, desde el Virreinato de la Nueva Francia hasta la época contemporánea. Esta especialización sobre la historia de la mujer, la impulsó a también profundizar sus conocimientos sobre las docentes y sobre las religiosas en Quebec. Y fue así como elaboró un documento sobre las mujeres en Quebec para la Commission Bélanger-Campeau.
También participó con frecuencia en diferentes programas de radio y televisión cuando allí se trataba alguna cosa relativa a la historia de la mujer, y asimismo fue comentarista de la serie 'Épopée en Amérique' de Jacques Lacoursière y Gilles Carle, así como de la emisión 'L'histoire à la une' de Claude Charron. Además, Micheline Dumont colaboró con 'Nadia Fahmy-Eid' y con el 'Colectivo Clio' en la elaboración de distintos estudios. Finalmente, se acogió a la jubilación en 1999, momento en que fue nombrada profesora emérita, y que comenzó a colaborar con la llamada "Université du Troisième âge" de la 'Universidad de Sherbrooke'.

## Premios y honores
- 1993, Miembro de la Real Sociedad Canadiense.
- 2002, Premio sobre estudios de género de la Real Sociedad Canadiense.
- 2004, Premio literario de la ciudad de Sherbrooke, en la categoría «Ensayo».
- 2012, Premio Idola St Jean de la Fédération des femmes du Québec (FFQ).
- 2014, Premio La Tribune de la Société d'histoire de Sherbrooke.
- 2015, Premio Gérard Parizeau de HEC Montreal.

Los archivos Micheline Dumont son conservados en la Universidad de Sherbrooke, donde se dispone de distintos documentos relativos a su carrera.

## Obras publicadas
Lista de obras destacadas de la autora :
- Textes choisis et présentés, 1961 (junto a Laure Conan).[6]

- Apôtres ou Agitateurs: La France Missionnaire en Acadie, 1970.[7]

- L'Histoire apprivoisée, 1979.[8]

- Histoire des femmes au Québec depuis quatre siècles, 1982 (junto al Colectivo Clio).[3]

- Maîtresses de maison, maîtresses d'école: femmes, familles et éducation dans l'histoire du Québec, 1983 (junto a Nadia Fahmy-Eid).[9][10]

- Les Couventines: L'Éducation des filles au Québec dans les congrégations religieuses enseignantes, 1840-1960, 1986 (junto a Nadia Fahmy-Eid).

- Quebec Women: A History, 1987 (junto a Colectivo Clio).

- Histoire des femmes au Québec depuis quatre siècles (segunda edición corregida y aumentada), 1992 (junto a Colectivo Clio): (Seconde édition, revue, corrigée et augmentée)

- Les religieuses sont-elles féministes?, 1995.

- Découvrir la mémoire des femmes : une historienne face à l'histoire des femmes, 2001.[11]

- La pensée féministe au Québec : anthologie, 1900-1985, 2003 (junto a Louise Toupin).

- Brève histoire des institutrices au Québec de la Nouvelle-France à nos jours, 2004, (junto a Andrée Dufour).[12]

- Le féminisme québécois raconté à Camille, 2008.[4]

- Pas d'histoire, les femmes! : Réflexions d'une historienne indignée, 2013.[13][14][15][16]

## Prefacios elaborados
- Les femmes changent la lutte : au cœur du printemps québécois, 2013.[17]